# Cenophengus nanus
Cenophengus nanus är en skalbaggsart som först beskrevs av Wittmer 1948.  Cenophengus nanus ingår i släktet Cenophengus och familjen Phengodidae. Inga underarter finns listade i Catalogue of Life.